# Walter Devereux
Walter Devereux, primer conde de Essex (16 de septiembre de 1541 - 22 de septiembre de 1576) fue un noble inglés y el hijo mayor de Richard Devereux y Dorothy Hastings.

## Biografía
Su abuelo paterno fue el noveno barón Ferrers de Chartley, nombrado vizconde de Hereford en 1550 y por parte de su madre era sobrino de Henry Bourchier, conde de Essex. Sus abuelos maternos eran George Hastings, I conde de Huntingdon y Anne Stafford, condesa de Huntingdon. Anne Stafford fue amante de Enrique VIII en 1510. Walter Devereux tuvo éxito como segundo vizconde de Hereford en 1558 y en 1561 o 1562 se casó con Lettice, hija de Francis Knollys y Catherine Carey. Lettice era también la nieta de una de las amantes de Enrique, María Bolena, hermana mayor de la reina Ana Bolena. Continúa siendo tema de debate si Catherine fue concebida durante la aventura amorosa que mantuvo su madre con el rey.
En 1569 sirvió como mariscal de Campo a las órdenes del conde de Warwick y de lord Clinton, y colaboró activamente con ellos en la supresión del Levantamiento del Norte. Por su celo en el servicio a Isabel I de Inglaterra en esta y otras ocasiones, en 1572 fue nombrado caballero de la Jarretera y conde de Essex, un título históricamente vinculado a la familia Bourchier

## Irlanda
Ansioso de demostrar «su devoción al servicio de Su Majestad», se ofreció a someter o colonizar una porción del Ulster de su propio bolsillo. La provincia irlandesa estaba completamente dominada por el poderoso clan irlandés de O’Neill, encabezado por Brian O’Neill y Turlough Luineach O’Neill y por los escoceses del clan MacDonnell de Sorley Boy MacDonnell. Su oferta fue aceptada por la corte y en julio de 1573 partió hacia Irlanda con varios nobles y caballeros y un ejército compuesto por 1.200 hombres.
El comienzo de la campaña fue poco prometedor, ya que una tormenta dispersó la flota y varias de las naves acabaron en Cork y en la isla de Man. Finalmente, en otoño consiguió reunir nuevamente a su ejército, pero debido a lo avanzado de la estación, decidió invernar en Belfast. El hambre, la enfermedad y las deserciones redujeron sus tropas a poco más de doscientos hombres.
Las intrigas de todas clases, la lucha de guerrillas y los pobres resultados comenzaron a crear disensión entre Essex, el Lord Diputado FitzWilliam y la reina Isabel. Essex estaba pasando serios apuros y sus movimientos en el Ulster comenzaron a convertirse en masacres contra los O’Neill y MacDonnell; en octubre de 1574, bajo el pretexto de parlamentar, capturó a Brian O'Neill, su esposa y su hermano y los ejecutó en Dublín.
Isabel, instigada aparentemente por Robert Dudley, I conde de Leicester, ordenó a Essex abandonar la misión, aunque permitiendo a Essex cierta autonomía. Essex aprovechó este margen para derrotar a Turlough Luineach y ocupar Antrim. Ordenó igualmente un desembarco anfibio en Rathlin Island, dirigido por Francis Drake y John Norreys que acabó con la matanza de varios cientos de seguidores de Sorley Boy, mayoritariamente mujeres y niños.
Volvió a Inglaterra a finales de 1575, decidido a «vivir a partir de entonces una vida tranquila», pero acabó aceptando el nombramiento de conde Mariscal de Irlanda ofrecido por la reina. Regresó a Dublín en septiembre de 1576, pero falleció tres semanas después a causa de la disentería. Hubo sospechas de que el conde de Leicester, que casó con su viuda dos años después, lo había envenenado, pero el examen post mortem no permitió confirmar esta teoría. Las acciones de Essex para pacificar Irlanda fueron un fracaso, y las masacres de población civil dejaron una mancha en su reputación.
Durante su estancia en Irlanda, Essex se hizo con la propiedad de grandes extensiones de tierra, incluyendo una vivienda en castillo de Durhamstown, en el condado de Meath

## Matrimonio y descendencia

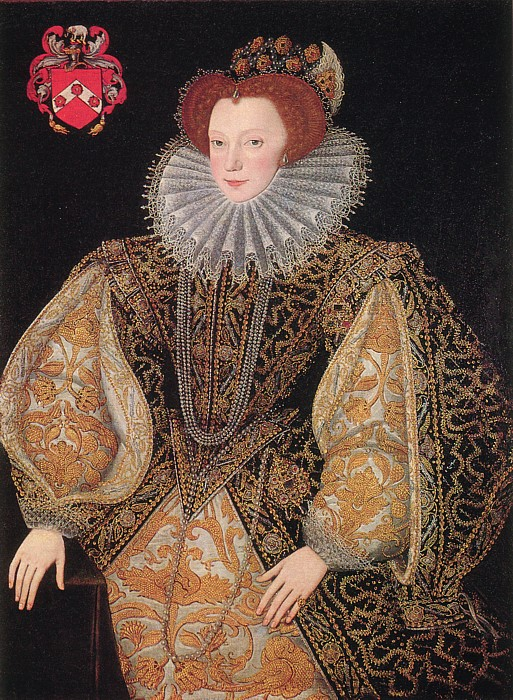
Su esposa Lettice Knollys

Walter Devereux estuvo casado con Lettice Knollys, prima segunda de reina Isabel, (al enviudar se casa con  el conde de Leicester). De esta unión nacerían tres hijos:
- Penelope Devereux (enero de 1563 – 7 de julio de 1607), que mantendría una relación adúltera con el barón de Mountjoy, con el que finalmente contraería matrimonio.
- Dorothy Devereux (1564 – 3 de agosto de 1619), que llegaría a ser condesa de Northumberland.
- Robert Devereux (Netherwood, Cumbria, 10 de noviembre de 1566 – Londres, 25 de febrero de 1601), que sucedería a su padre como conde de Essex y se convertiría en un importante cortesano en la corte isabelina.[2]